# 제19회 아카데미상
제19회 아카데미상은 1947년 3월 13일에 열린 시상식이다. LA 슈라인 오디토리움에서 개최되었으며 사회자는 잭 베니이다.

## 후보 및 수상

### 작품상
- 우리 생애 최고의 해 - 사무엘 골드윈 수상
- 헨리 5세 - 로렌스 올리비에
- 멋진 인생 - 프랑크 카프라
- 면도날 - 대릴 F. 자눅
- 가장 특별한 선물 - 시드니 프랭클린

### 남우주연상
- 우리 생애 최고의 해 - 프레드릭 마치 수상
- 헨리 5세 - 로렌스 올리비에
- 멋진 인생 - 제임스 스튜어트
- 졸슨 스토리 - 래리 팍스
- 가장 특별한 선물 - 그레고리 펙

### 여우주연상
- 투 이치 히스 원 - 올리비아 드 하빌랜드 수상
- 밀회 - 셀리아 존슨
- 백주의 결투 - 제니퍼 존스
- 시스터 케니 - 로사린드 러셀
- 가장 특별한 선물 - 제인 와이먼

### 남우조연상
- 우리 생애 최고의 해 - 헤롤드 러셀 수상
- 그린 이어스 - 찰스 코번
- 졸슨 스토리 - 윌리엄 드마레스트
- 오명 - 클로드 레인스
- 면도날 - 클리프톤 웹

### 여우조연상
- 면도날 - 앤 백스터 수상
- 왕과 나 - 게일 손 더그라드
- 백주의 결투 - 릴리언 기시
- 여행 가방 - 플로라 롭슨
- 나선 계단 - 에델 베리모어

### 감독상
- 우리 생애 최고의 해 - 윌리암 와일러 수상
- 밀회 - 데이빗 린
- 멋진 인생 - 프랑크 카프라
- 킬러스 - 로버트 시오드맥
- 가장 특별한 선물 - 클라렌스 브라운

### 각본상
- 베일 속의 사랑 - 뮤리엘 박스 수상

### 각색상
- 우리 생애 최고의 해 - 로버트 E. 쉐우드 수상

### 촬영상
- 가장 특별한 선물 - 찰스 로셔 수상
- 왕과 나 - 아서 C. 밀러 수상

### 편집상
- 우리 생애 최고의 해 - 다니엘 맨델 수상

### 미술상
- 가장 특별한 선물 - 세드릭 기븐스 수상
- 왕과 나 - 라일 R. 휠러 수상

### 원작상
- 결혼 휴가 - 클리멘스 댄스 수상

### 음악상
- 졸슨 스토리 - 모리스 스토로프 수상
- 우리 생애 최고의 해 - 휴고 프리드호퍼 수상

### 주제가상
- 하비 걸 - 해리 워렌 수상

### 음향믹싱상
- 졸슨 스토리 - 존 P. 리바대리 수상

### 특수효과상
- 즐거운 영혼 - 토머스 하워드 수상

### 단편애니메이션상
- The Cat Concerto - Fred Quimby 수상

### 단편영화상
- Facing Your Danger - Gordon Hollingshead 수상
- A Boy and His Dog - Gordon Hollingshead 수상

### 단편다큐멘터리상
- Seeds of Destiny - U.S. War Dept. 수상

### 공로상
- 헤롤드 러셀 수상
- 에른스트 루비치 수상
- 로렌스 올리비에 수상

### 아역상
- 클로드 자먼 주니어 수상

### 어빙 탤버그 상
- 사무엘 골드윈 수상

## 같이 보기
- 제4회 골든 글로브상